# Valle de Kodori
El valle de Kodori (კოდორის ქედი k'odoris kedi en georgiano), conocido también como cañón de Kodor, es un valle ribereño ubicado en Georgia (de iure) y Abjasia (de facto) (una república que se declaró independiente de Georgia) y considerado como la frontera natural entre Abjasia y Georgia. Oficialmente, el valle se encuentra en Abjasia, a poco más de 65 km de Sujumi, la capital de Abjasia.
Es conocido por la ONU e internacionalmente como parte de Georgia en la región de la República Autónoma de Abjasia.
En este valle se fijó la línea de alto el fuego entre Georgia y la república de Abjasia (Aphsny) en 1994. Junto con el sector de Gali, esta zona es uno de los puntos más problemáticos, mientras que la situación en el resto de Abjasia es relativamente estable. En 2006 el ejército georgiano realizó una incursión en la zona recuperando para Georgia la mayor parte del valle y fundando en él la República Autónoma de Abjasia o de la Alta Abjasia.

## Guerra en Osetia del Sur de 2008
Tras la batalla del valle Kodori, que concluyó con victoria abjaso-rusa, todo el valle de Kodori pasó a poder abjaso.
- Datos: Q610055